# Nicola Toffali
Nicola Toffali (Verona, 20 oktober 1992) is een Italiaans wielrenner die anno 2018 rijdt voor Sporting/Tavira.

## Carrière
Zijn beste resultaat in 2015 was een zestiende plek in de door Francesco Reda gewonnen Trofeo Edil C. Aan het eind van het seizoen tekende Toffali een tweejarig contract bij Team Roth. Omdat de ploeg het volgende seizoen een stap terugdeed mocht Toffali op zoek naar een andere ploeg. Per 1 maart ging hij aan de slag bij het Duitse 0711|Cycling. In oktober van dat jaar werd hij derde in het eindklassement van de Ronde van Iran.
In 2018 maakte Toffali de overstap naar Sporting/Tavira.

## Overwinningen
2009
5e etappe Tre Giorni Orobica
2010
Piccola Tre Valli Varesine

## Ploegen
- 2016 –  Team Roth
- 2017 –  0711|Cycling (vanaf 1-3)
- 2018 –  Sporting/Tavira

Baillifard · Baldo · Belda · Brüngger · Bussard · Cecchin · D'Urbano · Gaday · Janorschke · Jaun · Kohler · Krizek · Marguet · Page · Pasche · Pasqualon · Pires · Stüssi · Thalmann · Toffali · Tomio · Vaccher · Zampilli · Zordan
Alcázar · Alfaro · Engel · Fiek · Fußnegger · Hamm · Hugger · König · Mayer · Toffali · Wörner · Ballet (stagiair)
Brandão · Figueiredo · González · Grigorev · Livramento · Marque · Nocentini · Pereira · Silvestre · Toffali · Trueba